# Campaea virescens
Campaea virescens är en fjärilsart som beskrevs av Lucas 1911. Campaea virescens ingår i släktet Campaea och familjen mätare. Inga underarter finns listade i Catalogue of Life.